# Zasavica (mokradło)
Zasavica (cyr. Засавица) – mokradło w Serbii, w Wojwodinie, na obszarze Mačvy. Jego powierzchnia wynosi 1913 ha. Posiada status obszaru Ramsar (od 13 marca 2008) i ostoi ptaków IBA.
Jest położone na południe od rzeki Sawy. Przepływa przez nie jej dopływ – Zasavica. Jest jednym z ostatnich dziewiczych obszarów bagiennych w Serbii.
Rzadkimi gatunkami roślin, które tu występują, są: jaskier wielki (Ranunculus lingua), okrężnica bagienna (Hottonia palustris), podgatunek pokrzywy zwyczajnej - Urtica kioviensis. Wśród zwierząt występują: bóbr europejski (Castor fiber), nadecznik stawowy (Spongilla lacustris), podgorzałka (Aythya nyroca), gatunek skąposzczetów Rynchelmnis limnosela, traszka naddunajska (Triturus dobrogicus) i wydra europejska (Lutra lutra). Miejscowe łąki wykorzystywane są do wypasu bydła.
Administracyjnie należy do miasta Sremska Mitrovica i gminy Bogatić.